# Morrison (Iowa)
Morrison es una ciudad ubicada en el condado de Grundy en el estado estadounidense de Iowa. En el Censo de 2010 tenía una población de 94 habitantes y una densidad poblacional de 362,94 personas por km².

## Geografía
Morrison se encuentra ubicada en las coordenadas 42°20′35″N 92°40′23″O / 42.34306, -92.67306. Según la Oficina del Censo de los Estados Unidos, Morrison tiene una superficie total de 0.26 km², de la cual 0.26 km² corresponden a tierra firme y (0%) 0 km² es agua.

## Demografía
Según el censo de 2010, había 94 personas residiendo en Morrison. La densidad de población era de 362,94 hab./km². De los 94 habitantes, Morrison estaba compuesto por el 92.55% blancos, el 2.13% eran afroamericanos, el 0% eran amerindios, el 1.06% eran asiáticos, el 0% eran isleños del Pacífico, el 0% eran de otras razas y el 4.26% pertenecían a dos o más razas. Del total de la población el 0% eran hispanos o latinos de cualquier raza.